# WISS Schulen für Wirtschaft Informatik Immobilien

Das Logo der WISS

Die WISS Schulen für Wirtschaft Informatik Immobilien ist in Zürich, Bern und St. Gallen mit Schulstandorten vertreten und bietet Lehrgänge und Weiterbildungen im Bereich der Informations- und Kommunikationstechnik an. Der Schwerpunkt liegt dabei auf der Wirtschaftsinformatik. Es gibt Angebote in der Berufslehre sowie Möglichkeiten zur Erlangung von Fachausweis oder Diplom.
Die WISS entstand aus einem Impulsprogramm der Schweizerischen Eidgenossenschaft. Seit dem 1. Juli 2002 ist die «Stiftung WISS» Trägerin des Ausbildungsinstituts. Die Stiftung gehört zur Kalaidos Bildungsgruppe Schweiz.
Auf Anfang 2021 haben sich die KS Kaderschulen und die Stiftung WISS zu WISS Schulen für Wirtschaft Informatik Immobilien AG zusammengeschlossen. Als Teil der Kalaidos Bildungsgruppe Schweiz war die Zusammenarbeit zwischen den beiden Weiterbildungsanbietern bereits bestehend.
Die KS Kaderschulen sind ein Anbieter von Immobilien- und Wirtschaftsweiterbildungen. Das Weiterbildungsprogramm wird unter der Marke WISS weitergeführt.
Zusammen decken sie in den Bereichen Wirtschaft, Informatik, Wirtschaftsinformatik und Immobilien ein breites Gebiet an Bildungsangeboten auf allen Stufen ab – von der beruflichen Grundbildung bis zur höheren Berufsbildung.
Bis 2011 verliessen rund 18'000 Absolventen die Schule.